# 聚苯乙烯
| 聚苯乙烯      | 聚苯乙烯      |
| ------------- | ------------- |
| 密度          | 1050 kg/m³    |
| 电导率(σ)     | 10−16 S/m     |
| 导热率        | 0.08 W/(m·K)  |
| 杨氏模量(E)   | 3000-3600 MPa |
| 拉伸强度(σt)  | 46–60 MPa     |
| 伸长长度      | 3–4%          |
| 沙丕衝擊試驗  | 2–5 kJ/m²     |
| 玻璃转化温度  | 95°C          |
| 熔点          | 230°C         |
| 热膨胀系数(α) | 8 * 10−5/K    |
| 热容(c)       | 1.3 kJ/(kg·K) |
| 吸水率(ASTM)  | 0.03–0.1      |
| 降解          | ±2000年       |

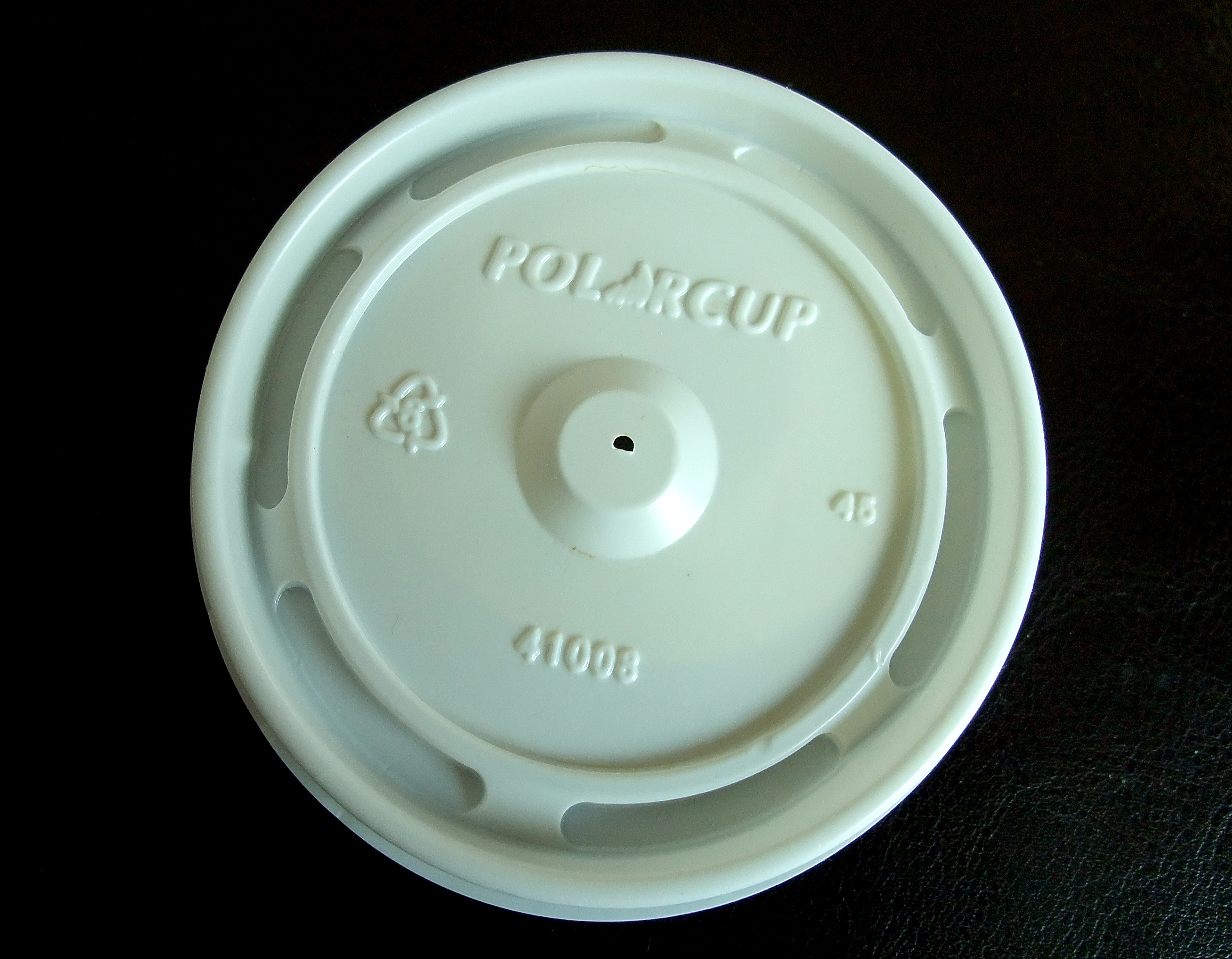
用聚苯乙烯為原料的即棄杯蓋

聚苯乙烯（英語：Polystyrene，簡稱PS）是无色透明的熱塑塑膠，其中發泡聚苯乙烯俗稱保麗龍（亦稱保利綸，香港俗稱發泡膠）。具有高于摄氏100度的玻璃转化温度，因此经常用来制作各种需要承受沸水的温度的一次性容器，如发泡胶盒等。

## 结构
聚苯乙烯的单体为苯乙烯，聚合反应如下：

## 性質
易被強酸強鹼腐蝕，可以被多種有機溶劑溶解，如丙酮、乙酸乙酯。不抗油脂，受到紫外光照射後易變色。
聚苯乙烯質地硬而脆，無色透明，可以和多種染料混合產生不同的顏色。發泡聚苯乙烯（俗稱保麗龍，泡沫塑膠）也被用於建築材料，具吸音、隔音、隔熱等效果，近來被大舉使用於中空樓板（新工法）。

## 历史
- 1839年，德国药剂师爱德华·西蒙第一次从天然树脂中提取出聚苯乙烯。
- 1930年，BASF开始在德国商业化生产聚苯乙烯。
- 1934年，陶氏化學开始在美国生产聚苯乙烯。
- 1954年，陶氏化學开始生产聚苯乙烯泡沫塑膠。

## 生产与应用
聚苯乙烯常被用来制作泡沫塑料制品，并可以和其他橡胶类型高分子材料共聚生成各种不同力学性能的产品。日常生活中常见的应用包括單次塑膠餐具，泡麵、全家桶这些食品外包装，透明CD盒等。在建築材料领域，發泡聚苯乙烯（保麗龍）被廣泛地应用，作为中空樓板隔音、隔熱材。單次饮料杯大都采用此塑膠，但如果是咖啡或者茶这些热饮就会用纸杯或聚丙烯塑料等耐热品种。

### 耐冲击聚苯乙烯（HIPS）
耐冲击聚苯乙烯（高抗冲击聚苯乙烯）是通过在聚苯乙烯中添加聚丁基橡胶颗粒的办法生产的一种抗冲击的聚苯乙烯产品。这种聚苯乙烯产品会添加微米级橡胶颗粒并通过枝接的办法連接聚苯乙烯和橡胶颗粒在一起。当受到冲击时，裂纹扩展的尖端应力会被相对柔软的橡胶颗粒释放掉。因此裂纹的扩展受到阻碍，提高了抗冲击力。

### 苯乙烯丙烯腈（SAN）
SAN是苯乙烯 - 丙烯腈樹脂
的缩写。苯乙烯丙烯腈是苯乙烯丙烯腈的共聚物，是一种无色透明，具有较高的机械强度的聚丙烯基工程塑料。SAN的化学稳定好於聚苯乙烯。SAN类产品的透明度和抗紫外性能不如聚甲基丙烯酸甲酯类产品，但是价格相对便宜。

### 丙烯腈-丁二烯-苯乙烯（ABS）
ABS是Acrylonitrile butadiene styrene的缩写。这种塑料是丙烯腈，丁二烯和苯乙烯的共聚物。具有高强度，低重量的特点。是常用的一种工程塑料之一。

### SBS橡胶
SBS橡胶是一种聚（苯乙烯－丁二烯－苯乙烯）结构的三段嵌段共聚物。这种材料同时具有聚苯乙烯和聚丁二烯的特点，是一种耐用的熱塑橡膠。SBS橡胶经常被用来制造轮胎。（相關： 丁苯橡膠(SBR)）

## 废弃与环境问题
由于其质量小（特别是发泡型）、残余价值低，聚苯乙烯不容易循环再生。通常聚苯乙烯不能以街邊收集法进行回收。但是，工业上也对发泡聚苯乙烯的再利用进行了很大的改进，出现了很多使其密化的新方法。这种能够增加其密度的方法，通常使得密度增加15slugs/ft3（29.1克/立方厘米）并在干净的聚苯乙烯上形成了合适再生操作的中心。一些制造聚苯乙烯的工厂现在能够对使用后的废品发泡聚苯乙烯进行回收。比如在美国密歇根州，梅森的Dart Container工厂中就在进行对使用后聚苯乙烯以及工业聚苯乙烯的回收。
被丟棄的聚苯乙烯無法經由生物降解及光分解進入生物地質化學循環。由於發泡聚苯乙烯（保麗龍）其低比重以致於漂浮於水面或隨風飄移，造成主觀的景觀破壞。根據加州海岸委員會（California Coastal Commission）的調查，聚苯乙烯已是主要的海洋漂流物。而對誤食這類塑膠海洋生物而言，會對其消化系統造成傷害。
苯乙烯單體異於聚苯乙烯，單體不易溶於水，在土壤中16週就會被分解掉九成。
麵包蟲（黃粉蟲幼蟲）消化道內發現的某一種細菌，可達到自然分解该材料的方式。

### 回收及循環再用

資源回收再利用：塑膠分類標誌中，PS代碼是6（以順時针方向循環箭頭構成三角形號碼標誌）塑膠本體底部或包裝上須列明，以便消費者及回收商能分類妥當。

## 外部連結
- Polystyrene Composition （页面存档备份，存于） – The University of Southern Mississippi
- SPI resin identification code – Society of the Plastics Industry
- Polystyrene: Local Ordinances （页面存档备份，存于） – Californians Against Waste
- Take a Closer Look at Today’s Polystyrene Packaging （页面存档备份，存于） (brochure by the industry group American Chemistry Council, arguing that the material is "safe, affordable and environmentally responsible")
- Lettieri TR, Hartman AW, Hembree GG, Marx E. . Journal of Research of the National Institute of Standards and Technology. 1991, 96 (6): 669–691. PMC 4915770 . PMID 28184141. doi:10.6028/jres.096.044.
- Polystyrene Biodegradation （页面存档备份，存于） – BioSphere Plastic